# Réserve forestière El Encuentro
La réserve forestière El Encuentro est située en Équateur, à 20 kilomètres de Pedro Vicente Maldonado.
Elle s'étend sur 98 hectares au confluent des rivières Pitzara et San Dimas, entre 400 et 800 mètres d'altitude, dans un vestige de la forêt tropicale humide piémontaise. Elle a été fondée par le Français Pascal de Neufville en 1999.
Elle est classée « Socio bosque » par le gouvernement équatorien, et partenaire de l'organisation d'ornithologie Aves y Conservacion.